# Angola a 2008. évi nyári olimpiai játékokon
Angola a kínai Pekingben megrendezett 2008. évi nyári olimpiai játékok egyik részt vevő nemzete volt. Az országot az olimpián 6 sportágban 32 sportoló képviselte, akik érmet nem szereztek.

## Atlétika
Férfi
| Versenyző     | Versenyszám | Eredmény      | Helyezés      |
| ------------- | ----------- | ------------- | ------------- |
| João N'Tyamba | Maraton     | nem ért célba | nem ért célba |

## Kajak-kenu

### Síkvízi
Férfi
| Versenyző          | Versenyszám       | Előfutam | Előfutam | Előfutam | Elődöntő | Elődöntő | Elődöntő | Döntő   | Döntő    |
| Versenyző          | Versenyszám       | Idő      | Hely.    | Össz.    | Idő      | Hely.    | Össz.    | Idő     | Helyezés |
| ------------------ | ----------------- | -------- | -------- | -------- | -------- | -------- | -------- | ------- | -------- |
| Fortunato Pacavira | Kenu egyes 500 m  | 2:13,265 | 8.       | 22.      | kiesett  | kiesett  | kiesett  | kiesett | kiesett  |
| Fortunato Pacavira | Kenu egyes 1000 m | 4:39,538 | 7.       | 21.      | 4:40,697 | 9.       | 18.      | kiesett | kiesett  |

## Kézilabda

### Női
Angola csapata az Afrikai Nemzetek Kupája megnyerésével kvalifikálta magát a játékokra.

#### Eredmények
Csoportkör
A csoport
| Csapat              | M | Gy | D | V | G+  | G–  | Gk  | P  |
| ------------------- | - | -- | - | - | --- | --- | --- | -- |
| Norvégia (NOR)      | 5 | 5  | 0 | 0 | 154 | 106 | +48 | 10 |
| Románia (ROU)       | 5 | 4  | 0 | 1 | 150 | 112 | +89 | 8  |
| Kína (CHN)          | 5 | 2  | 0 | 3 | 122 | 135 | –13 | 4  |
| Franciaország (FRA) | 5 | 2  | 0 | 3 | 121 | 128 | –7  | 4  |
| Kazahsztán (KAZ)    | 5 | 1  | 1 | 3 | 109 | 137 | –28 | 3  |
| Angola (ANG)        | 5 | 0  | 1 | 4 | 109 | 147 | –38 | 1  |

| 2008. augusztus 9. 09:00 | Franciaország (FRA) | 32–21       | Angola (ANG)      | Olimpiai Sport Centrum, Peking Játékvezetők: Csernyega, Polagyenko (RUS) |
| 2008. augusztus 9. 09:00 | Herbrecht 8         | (13–14)     | Bengue, Almeida 5 | Olimpiai Sport Centrum, Peking Játékvezetők: Csernyega, Polagyenko (RUS) |
| 2008. augusztus 9. 09:00 | 4× 3×               | Jegyzőkönyv | 3× 3×             | Olimpiai Sport Centrum, Peking Játékvezetők: Csernyega, Polagyenko (RUS) |

| 2008. augusztus 11. 14:00 | Angola (ANG) | 17–31       | Norvégia (NOR) | Olimpiai Sport Centrum, Peking Játékvezetők: Liu S, Liu F (CHN) |
| 2008. augusztus 11. 14:00 | Almeida 5    | (6–14)      | Riegelhuth 6   | Olimpiai Sport Centrum, Peking Játékvezetők: Liu S, Liu F (CHN) |
| 2008. augusztus 11. 14:00 | 3× 3×        | Jegyzőkönyv | 2× 3×          | Olimpiai Sport Centrum, Peking Játékvezetők: Liu S, Liu F (CHN) |

| 2008. augusztus 13. 15:45 | Kína (CHN)       | 32–24       | Angola (ANG) | Olimpiai Sport Centrum, Peking Játékvezetők: Canbro, Claesson (SWE) |
| 2008. augusztus 13. 15:45 | Liu Hsziao-mej 7 | (14–12)     | Almeida 8    | Olimpiai Sport Centrum, Peking Játékvezetők: Canbro, Claesson (SWE) |
| 2008. augusztus 13. 15:45 | 5× 3× 1×         | Jegyzőkönyv | 2× 4×        | Olimpiai Sport Centrum, Peking Játékvezetők: Canbro, Claesson (SWE) |

| 2008. augusztus 15. 15:45 | Románia (ROU) | 28–23       | Angola (ANG) | Olimpiai Sport Centrum, Peking Játékvezetők: Aires Menezes, Aparecido Pinto (BRA) |
| 2008. augusztus 15. 15:45 | Maier 7       | (16–7)      | Almeida 8    | Olimpiai Sport Centrum, Peking Játékvezetők: Aires Menezes, Aparecido Pinto (BRA) |
| 2008. augusztus 15. 15:45 | 3× 2×         | Jegyzőkönyv | 2× 3×        | Olimpiai Sport Centrum, Peking Játékvezetők: Aires Menezes, Aparecido Pinto (BRA) |

| 2008. augusztus 17. 10:45 | Angola (ANG) | 24–24       | Kazahsztán (KAZ) | Olimpiai Sport Centrum, Peking Játékvezetők: Din, Dinu (ROU) |
| 2008. augusztus 17. 10:45 | Bengue 6     | (16–14)     | három játékos 5  | Olimpiai Sport Centrum, Peking Játékvezetők: Din, Dinu (ROU) |
| 2008. augusztus 17. 10:45 | 5× 3×        | Jegyzőkönyv | 5× 3×            | Olimpiai Sport Centrum, Peking Játékvezetők: Din, Dinu (ROU) |

| Csapat       | Helyezés |
| ------------ | -------- |
| Angola (ANG) | 12.      |

## Kosárlabda

### Férfi
Az angolai férfi kosárlabda-válogatott a FIBA Afrika-bajnokságának 2007-es szezonját megnyerve kvalifikálta magát.

#### Eredmények
Csoportkör
B csoport
| Csapat                 | M | Gy | V | P+  | P–  | Pk   |
| ---------------------- | - | -- | - | --- | --- | ---- |
| Egyesült Államok (USA) | 5 | 5  | 0 | 514 | 354 | +160 |
| Spanyolország (ESP)    | 5 | 4  | 1 | 418 | 368 | +50  |
| Görögország (GRE)      | 5 | 3  | 2 | 415 | 375 | +40  |
| Kína (CHN)             | 5 | 2  | 3 | 366 | 400 | –34  |
| Németország (GER)      | 5 | 1  | 4 | 330 | 390 | –60  |
| Angola (ANG)           | 5 | 0  | 5 | 321 | 477 | –156 |

| 2008. augusztus 10. 11:15 | Németország (GER)                        | 95–66     | Angola (ANG) | Vukoszung Sportcsarnok, Peking Nézőszám: 11 083 Játékvezetők: Romualdas Brazauskas (LTU) |
| 2008. augusztus 10. 11:15 | (25–21, 29–13, 24–18, 17–14) Jegyzőkönyv |           |              | Vukoszung Sportcsarnok, Peking Nézőszám: 11 083 Játékvezetők: Romualdas Brazauskas (LTU) |
| 2008. augusztus 10. 11:15 | Kaman 24                                 | Pont      | Mingas 24    | Vukoszung Sportcsarnok, Peking Nézőszám: 11 083 Játékvezetők: Romualdas Brazauskas (LTU) |
| 2008. augusztus 10. 11:15 | Jagla 11                                 | Lepattanó | Gomes 8      | Vukoszung Sportcsarnok, Peking Nézőszám: 11 083 Játékvezetők: Romualdas Brazauskas (LTU) |
| 2008. augusztus 10. 11:15 | Hamann 4                                 | Gólpassz  | Cipriano 2   | Vukoszung Sportcsarnok, Peking Nézőszám: 11 083 Játékvezetők: Romualdas Brazauskas (LTU) |

| 2008. augusztus 12. 20:00 | Angola (ANG)                             | 76–97     | Egyesült Államok (USA) | Vukoszung Sportcsarnok, Peking Nézőszám: 11 083 Játékvezetők: Pablo Estévez (ARG) |
| 2008. augusztus 12. 20:00 | (18–29, 19–26, 16–26, 23–16) Jegyzőkönyv |           |                        | Vukoszung Sportcsarnok, Peking Nézőszám: 11 083 Játékvezetők: Pablo Estévez (ARG) |
| 2008. augusztus 12. 20:00 | Morais 24                                | Pont      | Wade 19                | Vukoszung Sportcsarnok, Peking Nézőszám: 11 083 Játékvezetők: Pablo Estévez (ARG) |
| 2008. augusztus 12. 20:00 | Gomes 8                                  | Lepattanó | Anthony 6              | Vukoszung Sportcsarnok, Peking Nézőszám: 11 083 Játékvezetők: Pablo Estévez (ARG) |
| 2008. augusztus 12. 20:00 | Costa, Ambrosio 2                        | Gólpassz  | James 5                | Vukoszung Sportcsarnok, Peking Nézőszám: 11 083 Játékvezetők: Pablo Estévez (ARG) |

| 2008. augusztus 14. 14:30 | Angola (ANG)                            | 68–85     | Kína (CHN)            | Vukoszung Sportcsarnok, Peking Nézőszám: 11 083 Játékvezetők: Carl Jungebrand (FIN) |
| 2008. augusztus 14. 14:30 | (15–28, 27–16, 9–21, 17–20) Jegyzőkönyv |           |                       | Vukoszung Sportcsarnok, Peking Nézőszám: 11 083 Játékvezetők: Carl Jungebrand (FIN) |
| 2008. augusztus 14. 14:30 | Gomes 17                                | Pont      | Jao Ming 30           | Vukoszung Sportcsarnok, Peking Nézőszám: 11 083 Játékvezetők: Carl Jungebrand (FIN) |
| 2008. augusztus 14. 14:30 | Mingas 5                                | Lepattanó | Ji Csien-lien 11      | Vukoszung Sportcsarnok, Peking Nézőszám: 11 083 Játékvezetők: Carl Jungebrand (FIN) |
| 2008. augusztus 14. 14:30 | Gomes 3                                 | Gólpassz  | Csu Fang-jü, Li Nan 3 | Vukoszung Sportcsarnok, Peking Nézőszám: 11 083 Játékvezetők: Carl Jungebrand (FIN) |

| 2008. augusztus 16. 09:00 | Görögország (GRE)                        | 102–61    | Angola (ANG) | Vukoszung Sportcsarnok, Peking Nézőszám: 11 083 Játékvezetők: José Carrión (PUR) |
| 2008. augusztus 16. 09:00 | (12–11, 31–17, 38–14, 21–19) Jegyzőkönyv |           |              | Vukoszung Sportcsarnok, Peking Nézőszám: 11 083 Játékvezetők: José Carrión (PUR) |
| 2008. augusztus 16. 09:00 | Burúszisz 22                             | Pont      | Mingas 25    | Vukoszung Sportcsarnok, Peking Nézőszám: 11 083 Játékvezetők: José Carrión (PUR) |
| 2008. augusztus 16. 09:00 | Gliniadákisz, Focísz 7                   | Lepattanó | Geronimo 7   | Vukoszung Sportcsarnok, Peking Nézőszám: 11 083 Játékvezetők: José Carrión (PUR) |
| 2008. augusztus 16. 09:00 | Focísz 5                                 | Gólpassz  | Costa 4      | Vukoszung Sportcsarnok, Peking Nézőszám: 11 083 Játékvezetők: José Carrión (PUR) |

| 2008. augusztus 18. 16:45 | Angola (ANG)                           | 50–98     | Spanyolország (ESP) | Vukoszung Sportcsarnok, Peking Nézőszám: 11 083 Játékvezetők: Eddie Rush (USA) |
| 2008. augusztus 18. 16:45 | (23–15, 7–25, 11–31, 9–27) Jegyzőkönyv |           |                     | Vukoszung Sportcsarnok, Peking Nézőszám: 11 083 Játékvezetők: Eddie Rush (USA) |
| 2008. augusztus 18. 16:45 | Mingas 10                              | Pont      | P. Gasol 31         | Vukoszung Sportcsarnok, Peking Nézőszám: 11 083 Játékvezetők: Eddie Rush (USA) |
| 2008. augusztus 18. 16:45 | Mingas, Ambrosio 5                     | Lepattanó | P. Gasol 9          | Vukoszung Sportcsarnok, Peking Nézőszám: 11 083 Játékvezetők: Eddie Rush (USA) |
| 2008. augusztus 18. 16:45 | Costa 5                                | Gólpassz  | Rodríguez, Rubio 5  | Vukoszung Sportcsarnok, Peking Nézőszám: 11 083 Játékvezetők: Eddie Rush (USA) |

| Csapat | Helyezés |
| ------ | -------- |
| Angola | 12.      |

## Röplabda

### Strandröplabda

#### Férfi
A csapat a legjobb afrikaiként kvalifikált.
| Versenyző                      | Csoportkör | Csoportkör | 16 közé jutásért  | Nyolcaddöntő      | Negyeddöntő       | Elődöntő          | Döntő             | Helyezés |
| Versenyző                      | Ellenfél Eredmény | Hely.      | Ellenfél Eredmény | Ellenfél Eredmény | Ellenfél Eredmény | Ellenfél Eredmény | Ellenfél Eredmény | Helyezés |
| ------------------------------ | --- | ---------- | ----------------- | ----------------- | ----------------- | ----------------- | ----------------- | -------- |
| Emanuel Fernandes Morais Abreu | C csoport · Brazília (BRA) · Ricardo Santos · Emanuel Rego · 8-21, 13-21 · Ausztrália (AUS) · Andrew Schacht · Joshua Slack · 15-21, 9-21 · Grúzia (GEO) · Renato Gomes · Jorge Terceiro · 14-21, 13-21 | 4.         | kiesett           | kiesett           | kiesett           | kiesett           | kiesett           | 19.      |

## Úszás
Férfi
| Versenyző   | Versenyszám    | Előfutam | Előfutam | Előfutam | Elődöntő | Elődöntő | Elődöntő | Döntő   | Döntő    |
| Versenyző   | Versenyszám    | Idő      | Hely.    | Össz.    | Idő      | Hely.    | Össz.    | Idő     | Helyezés |
| ----------- | -------------- | -------- | -------- | -------- | -------- | -------- | -------- | ------- | -------- |
| João Matias | 100 m pillangó | 57,06    | 2.       | 63.      | kiesett  | kiesett  | kiesett  | kiesett | kiesett  |

Női
| Versenyző  | Versenyszám | Előfutam | Előfutam | Előfutam | Elődöntő | Elődöntő | Elődöntő | Döntő   | Döntő    |
| Versenyző  | Versenyszám | Idő      | Hely.    | Össz.    | Idő      | Hely.    | Össz.    | Idő     | Helyezés |
| ---------- | ----------- | -------- | -------- | -------- | -------- | -------- | -------- | ------- | -------- |
| Ana Romero | 50 m gyors  | 29,06    | 8.       | 65.      | kiesett  | kiesett  | kiesett  | kiesett | kiesett  |